# Stazione di Fisciano
La stazione di Fisciano è una stazione ferroviaria posta lungo la linea Salerno–Mercato San Severino, a servizio dell'omonimo comune.
La struttura si trova nella frazione di Lancusi, e molto vicina a Bolano. Si trova a ridosso della Strada statale 88 dei Due Principati (da cui è separata da un muro), a qualche chilometro dal centro cittadino che è invece servito da numerose linee di autobus, la maggioranza delle quali attestate al "bus-terminal" dell'Università degli studi di Salerno posto nelle immediate vicinanze di esso.

## Storia
La stazione venne attivata insieme alla linea Salerno–Mercato San Severino, sulla quale si trova, il 14 gennaio 1902.

## Movimento
La stazione è servita dai treni regionali Salerno–Avellino e dai treni della "Circumsalernitana" (Salerno–Nocera Inferiore), ma il servizio passeggeri soffre enormemente della concorrenza del trasporto su gomma, più rispondente alle necessità di collegamento con le vicine sedi universitarie di Baronissi e Fisciano, che distano rispettivamente 1,5 e 3,5 chilometri.

## Progetti futuri
Nell'ambito dei progetti di collegamento dell'Università alla linea Salerno–Mercato San Severino, quattro di questi coinvolgono la stazione di Fisciano: una delle proposte riguarda il collegamento diretto tra il campus di Fisciano e la stazione, dove i passeggeri dovrebbero effettuare un trasbordo, mediante la realizzazione di un people mover; negli altri casi è previsto l'innesto di un ramo ferroviario che raggiunga la nuova stazione "Fisciano Università" da realizzarsi nei pressi del campus.

Al 2023 i lavori sono in corso d 'opera.